# Eurorégion des Carpates
L'Eurorégion des Carpates est l'une des plus grandes eurorégions et la plus ancienne de l'ancien bloc de l'Est. Elle se situe dans les Carpates orientales et des Carpates occidentales sur sur le territoire de cinq pays : Hongrie, Pologne, Ukraine, Roumanie et Slovaquie. Elle a une superficie de 145 153 km2 avec environ 16 millions d'habitants.

## Composition
Elle comprend les régions suivantes :
- Hongrie : les comitats de Borsod-Abaúj-Zemplén, Szabolcs-Szatmár-Bereg, Heves, Hajdú-Bihar, Jász-Nagykun-Szolnok ;
- Pologne : Voïvodie des Basses-Carpates avec le Powiat de Krosno, Powiat de Przemyśl, Powiat de Rzeszów et le Powiat de Tarnów ;
- Ukraine : Oblast de Tchernivtsi, Oblast d'Ivano-Frankivsk, Oblast de Lviv et l'Oblast de Transcarpatie ;
- Roumanie : Județ de Satu Mare, Județ de Maramureș, Județ de Bihor, Județ de Sălaj, Județ de Botoșani, Județ de Suceava, Județ de Harghita ;
- Slovaquie : Région de Košice et Région de Prešov.

## Historique
L'Eurorégion fut créée en 1993 par un accord signé à Debrecen entre les États polonais, hongrois et ukrainien. En 1997, la Roumanie s'est jointe à l'Eurorégion et a été suivie en 1999 par la Slovaquie.

## Fonctionnement
L'organe suprême est le conseil de l'Eurorégion qui se réunit deux fois par an dans une ville désignée par un principe de rotation.
Son fonctionnement est encadré par une réunion de fondations de droit privé. 
L'eurorégion n'a pas le statut GECT de l'UE.

## Sièges des bureaux nationaux en images

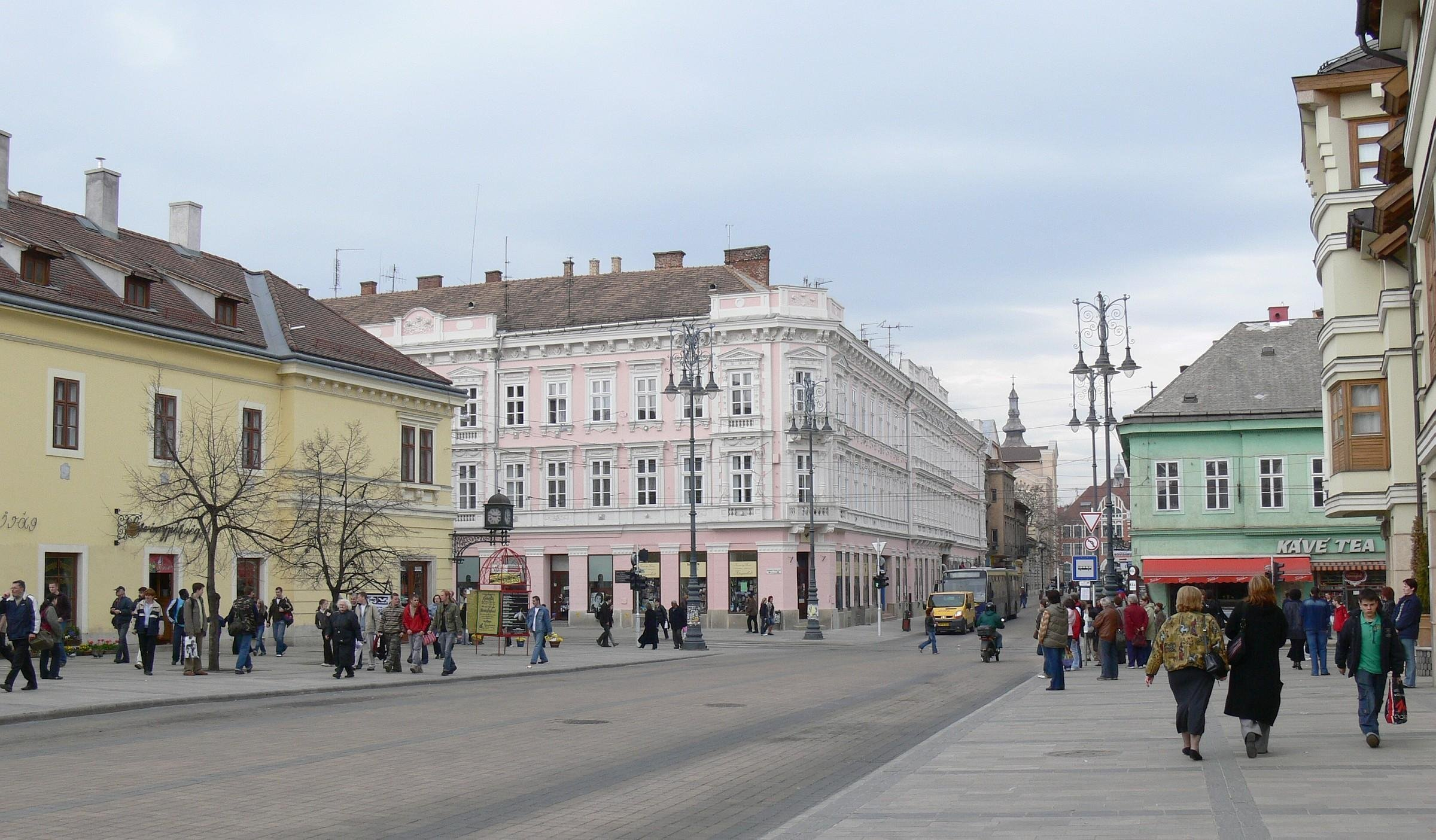
Miskolc
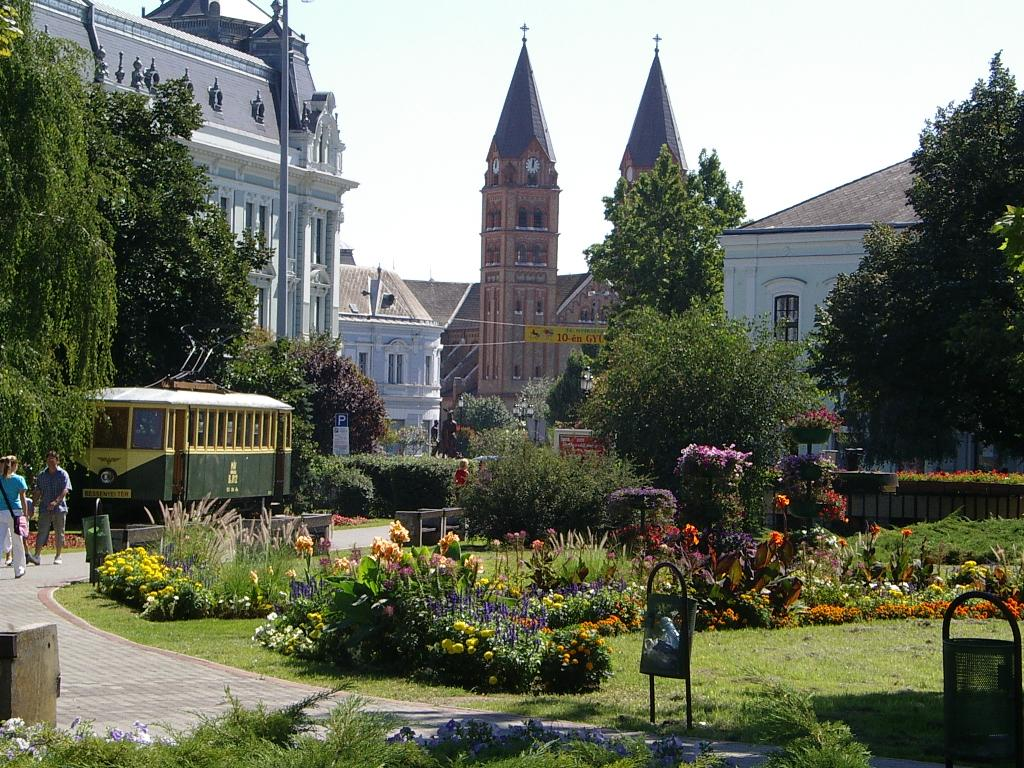
Nyíregyháza
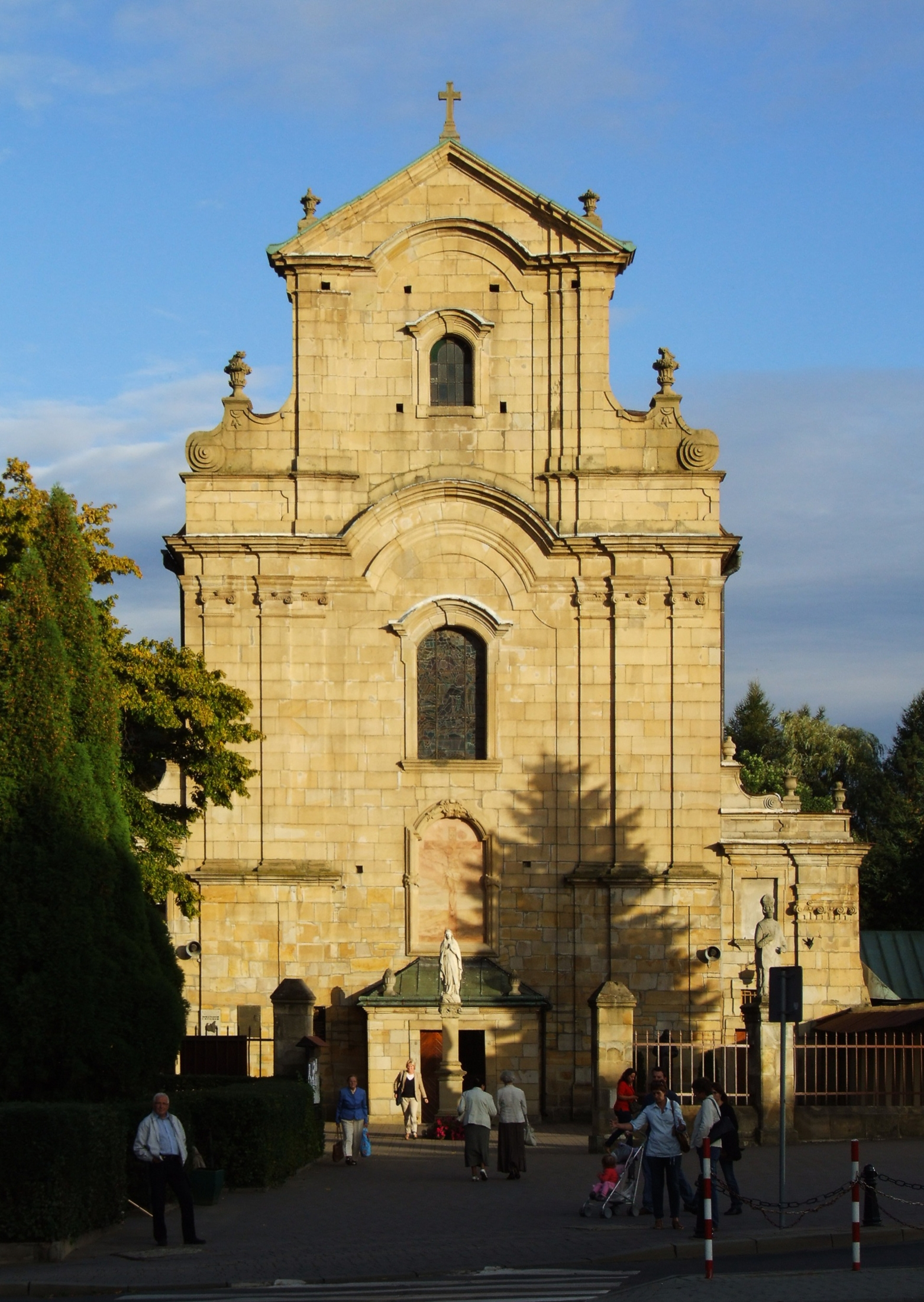
Krosno
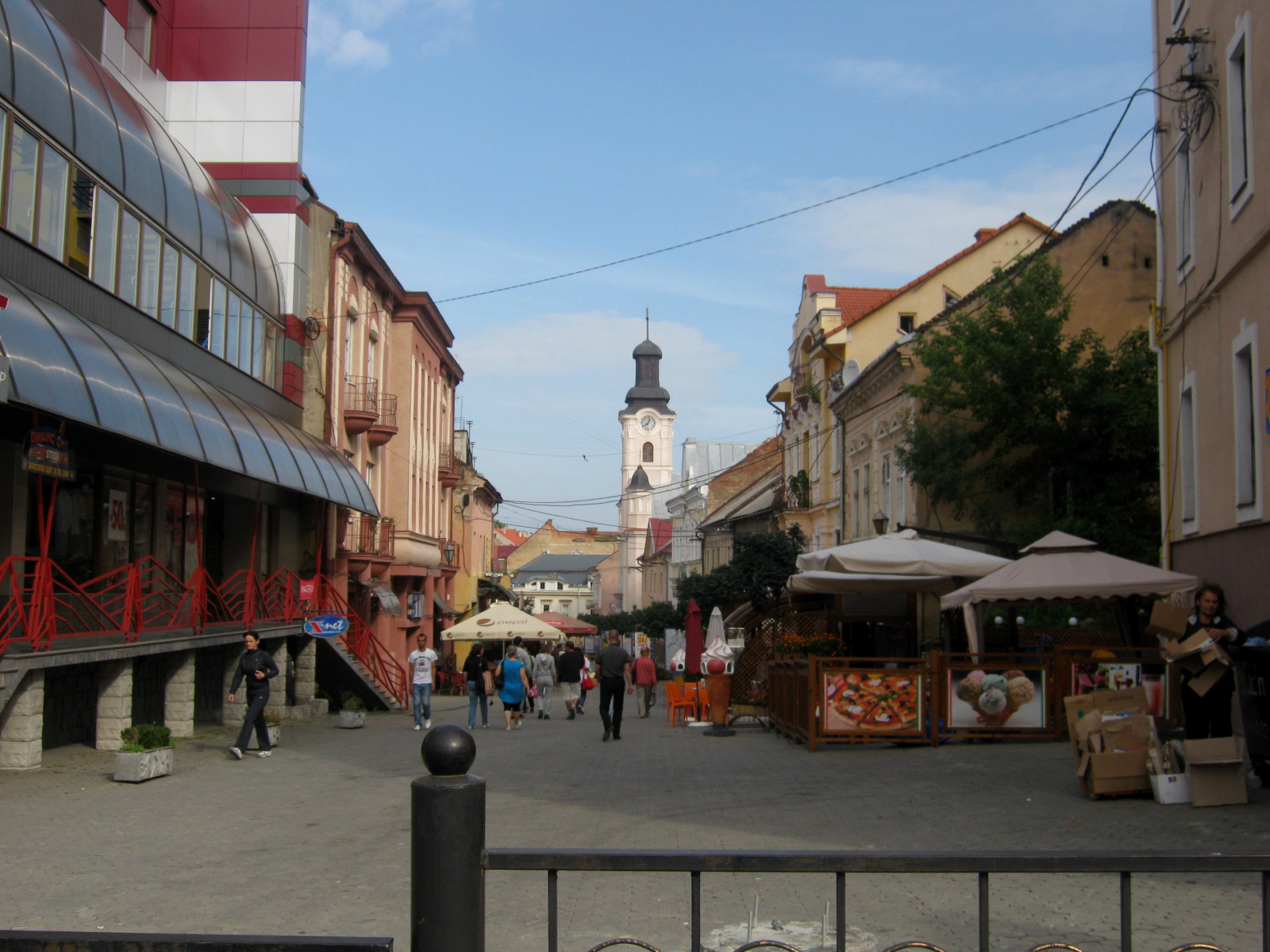
Užhorod
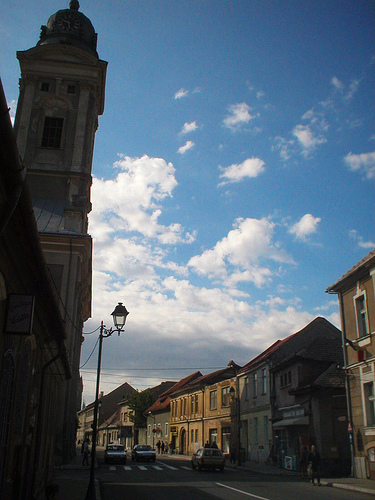
Baia Mare
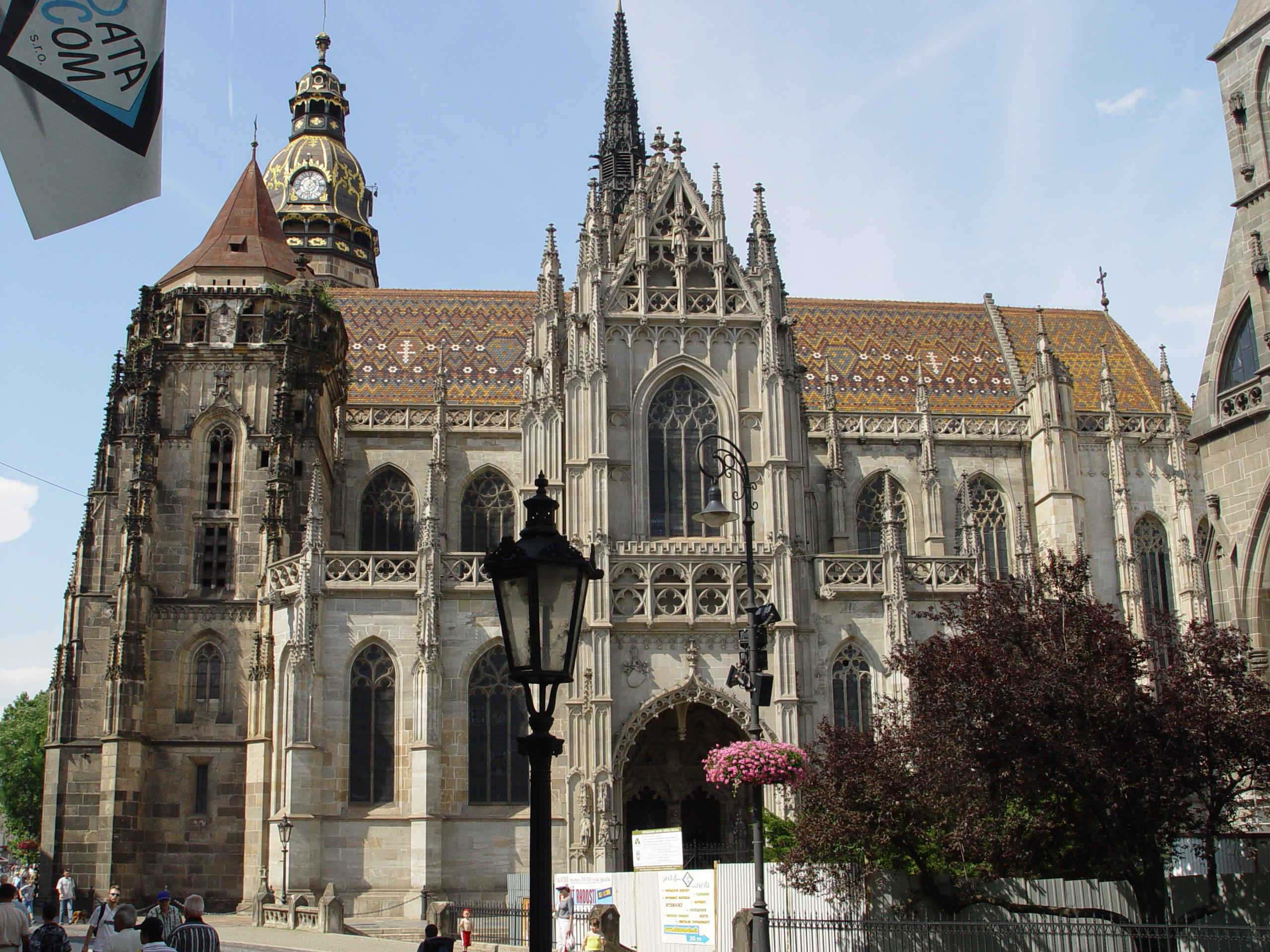
Košice